# (4563) Kahnia
(4563) Kahnia (1980 OG) – planetoida z pasa głównego asteroid okrążająca Słońce w ciągu 3,39 lat w średniej odległości 2,25 j.a. Odkryta 17 lipca 1980 roku.